# His Little Wife
His Little Wife è un cortometraggio muto del 1916 diretto e interpretato da Harry Beaumont.

## Produzione
Il film fu prodotto dalla Essanay Film Manufacturing Company.

## Distribuzione
Distribuito dalla General Film Company, il film - un cortometraggio in tre bobine - uscì nelle sale cinematografiche USA il 7 ottobre 1916.